# 7월 14일
7월 14일은 그레고리력으로 195번째(윤년일 경우 196번째) 날에 해당한다.

## 사건
- 1789년 - 프랑스 혁명 : 바스티유 감옥이 함락되다.
- 1886년 - 일본 상인이 조선에서 비합법적으로 홍삼·미삼 등을 일본으로 밀반출하다.
- 1958년 - 이라크 왕국이 해체되었다.

- 2008년 - 일본, 중학교 사회 교과서 학습지도요령 해설서에 독도 영유권을 명기하다.
- 2010년 - 지구 온난화로 인해 지구 평균 기온이 기상 관측 역사상 최고를 기록하다.
- 2011년 - 남산1호터널에서 택시 폭발사고가 발생하였다.
- 2014년
  - 조선민주주의인민공화국이 강원도 고성군 비무장지대 NLL 북쪽 8km 해상에서 방사포를 100여발 발사하였다.
  - 리비아 수도 트리폴리 국제공항이 이슬람 민병대가 발사한 로켓포에 피격당했다.
- 2016년 - 프랑스의 니스에서 테러가 발생하였다.

## 문화
- 1890년 - 조선 고종 29년, 한성부 양화진에 외인 공동 묘지의 설치를 허가하다.
- 1965년 - 매리너 4호가 화성에서 착륙되었다.
- 1973년 - 수인선 협궤열차의 운행 구간 중 남인천-송도 구간이 폐지되어 송도 - 수원 구간만 운행하게 되었다.
- 1999년 - TBN 대전교통방송 개국.
- 2008년 - 베트남 냐짱에서 미스 유니버스 2008 대회가 열렸다.
- 2009년 - 마이크로소프트가 마이크로소프트 오피스 2000의 판매와 지원을 중단했다.
- 2015년 - 마이크로소프트에서 윈도우 서버 2003, 윈도우 서버 2003 R2의 지원을 중단하였으며, 이와 동시에 인터넷 익스플로러 7, 8도 지원을 중단했다.
- 2022년
  - 포항공항이 포항경주공항으로 명칭이 변경되었다.
  - 인천공항 자기부상철도가 운행이 중단되었다.

## 탄생
- 926년 - 제62대 일본의 천황 무라카미. (~967년)
- 1801년 - 독일의 생리학자 요하네스 페터 뮐러. (~1858년)
- 1834년 - 미국의 화가 제임스 맥닐 휘슬러. (~1903년)
- 1852년 - 대한제국의 의병장 김도현. (~1914년)
- 1855년 - 대한제국의 교육자, 독립운동가 강우규. (~1920년)
- 1862년 - 오스트리아의 화가 구스타프 클림트. (~1918년)
- 1884년 - 독일 황제 아달베르트 폰 프로이센 왕자. (~1948년)
- 1868년 - 영국의 여행작가, 탐험가 거트루드 벨. (~1926년)
- 1889년 - 크로아티아 우스타샤 정권의 지도자이자 학살자 안테 파벨리치. (~1959년)
- 1897년 - 태국의 정치인 쁠랙 피분송크람. (~1964년)
- 1906년 - 미국의 배우 올리브 보든. (~1947년)
- 1908년 - 대한민국의 시인 유치환. (~1967년)
- 1910년 - 미국의 애니메이터 윌리엄 해나. (~2001년)
- 1913년 - 미국의 38대 대통령 제럴드 포드. (~2006년)
- 1918년 - 스웨덴의 영화감독 잉마르 베리만. (~2007년)
- 1926년 - 미국의 배우 해리 딘 스탠턴. (~2017년)
- 1927년 - 대한민국의 화학자, 대학교수, 교육자 장세희. (~1997년)
- 1935년 - 일본의 화학자 네기시 에이이치. (~2021년)
- 1937년 - 일본의 총리 모리 요시로.
- 1939년 - 체코의 가수 카렐 고트. (~2019년)
- 1942년
  - 대한민국의 배우 박종설.
  - 대한민국의 배우 윤덕용.
- 1944년 - 일본의 언론인 쿠메 히로시.
- 1947년 - 대한민국의 공무원 박찬주.
- 1952년 - 대한민국의 배우, 정치인 송기윤.
- 1953년 - 일본의 정치인, 외무대신 오카다 가쓰야.
- 1955년 - 대한민국의 배우 김영기.
- 1956년 - 대한민국의 통계학자 박중양.
- 1960년 - 베냉의 싱어송라이터 앙젤리크 키조.
- 1961년
  - 대한민국의 작곡가 진은숙.
  - 미국의 배우 재키 얼 헤일리.
- 1964년
  - 베네수엘라의 권투 선수 마르셀리노 볼리바르.
  - 일본의 전 야구 선수, 지도자, 해설가·야구평론가 신타니 히로시.
- 1965년 - 대한민국의 경제학자 이영.
- 1966년 - 대한민국의 검사, 법조인, 정치인 김경진.
- 1967년 - 대한민국의 스케이팅 선수 김기훈.
- 1968년
  - 대한민국의 성우 이원상.
  - 대한민국의 전 축구 선수, 축구 감독 황선홍.
- 1969년
  - 미국의 포르노 전문배우 빌리 헤링턴. (~2018년)
  - 대한민국의 범죄자 정성현.
- 1970년 - 대한민국의 MC 겸 희극인 강호동.
- 1971년
  - 잉글랜드의 축구 심판 하워드 웹.
  - 미국의 프로레슬링 선수 마크 로모나코.
- 1972년 - 일본의 성우 스즈키 마사미.
- 1973년 - 대한민국의 정치인 김상민.
- 1974년
  - 대한민국의 아나운서 김기만.
  - 대한민국의 야구 선수 이동욱.
  - 대한민국의 정치학자 최종건.
  - 대한민국의 검사 임은정.
- 1975년
  - 미국의 래퍼 타부.
  - 대한민국의 영화감독 한재림.
- 1977년
  - 대한민국의 희극인 권재관.
  - 대한민국의 배우 박병은.
  - 스웨덴의 왕세녀 빅토리아.
- 1979년 - 러시아의 축구 선수 세르게이 이그나셰비치.
- 1980년 - 대한민국의 전 하키 선수, 배우 윤종원.
- 1981년 - 대한민국의 축구 선수 황선필.
- 1982년
  - 대한민국의 전 배우 김영미.
  - 대한민국의 축구 선수 김두현.
  - 일본의 전 축구 선수 후쿠시마 히로시.
- 1983년
  - 중화인민공화국의 수영 선수 위청.
  - 홍콩의 싱어송라이터 방대동. (~2025년)
- 1984년
  - 대한민국의 치어리더 배수현.
  - 슬로베니아의 축구 선수 사미르 한다노비치.
  - 브라질의 축구 선수 니우마르.
- 1985년
  - 대한민국의 배우 이광수.
  - 대한민국의 국악연주가 신날새.
  - 잉글랜드의 배우 피비 월러 브리지.
- 1986년 - 쿠바의 권투 선수 요르데니스 우가스.
- 1987년 - 잉글랜드의 축구 선수 애덤 존슨.
- 1988년
  - 대한민국의 전직 스타크래프트 프로게이머 윤용태 (웅진 스타즈).
  - 아일랜드의 종합격투기 선수 코너 맥그레거.
- 1989년 - 대한민국의 전 축구 선수 김문수.
- 1990년
  - 대한민국의 아나운서 장예원 (SBS).
  - 대한민국의 레이싱 모델 엄지아.
- 1991년
  - 대한민국의 기상 캐스터 강지수.
  - 미국의 가수 지호지방시.
  - 이탈리아의 펜싱 선수 로셀라 피아밍고.
- 1992년
  - 일본의 축구 선수 무토 요시노리.
  - 독일의 축구 선수 요나스 호프만.
  - 대한민국의 야구 선수 윤영삼.
  - 대한민국의 야구 선수 이현호.
- 1993년
  - 대한민국의 배우 김승화.
  - 대한민국의 가수 장기준.
  - 스페인의 축구 선수 루벤 가르시아 산토스.
  - 아르헨티나의 축구 선수 플로렌시아 본세군도.
  - 일본의 아이돌 야마모토 사야카.
- 1994년
  - 대한민국의 축구 선수 김동현.
  - 미국의 야구 선수 루커스 지올리토.
- 1995년
  - 대한민국의 골프 선수 김효주.
  - 대한민국의 배구 선수 김인혁. (~2022년)
  - 대한민국의 가수 백아.
  - 독일의 축구 선수 세르주 그나브리.
  - 대한민국의 싱어송라이터 백아.
- 1996년 - 대한민국의 가수 수빈. (우주소녀)
- 1997년
  - 대한민국의 바둑 기사 김기범.
  - 터키의 축구 선수 젱기즈 윈데르.
  - 대한민국의 배우, 모델 남윤수.
  - 대한민국의 축구 선수 이준.
- 1998년 - 대한민국의 치어리더 허수미.
- 1999년
  - 대한민국의 쇼트트랙 선수 김지유.
  - 헝가리의 펜싱 선수 너지 다비드.
- 2000년
  - 일본의 유도 선수 아베 우타.
  - 쿠바의 복싱 선수 에리슬란디 알바레스.
- 2001년 - 아일랜드의 수영 선수 대니얼 위핀.
- 2002년 - 대한민국의 가수 김태래.

## 사망
- 1223년 - 프랑스의 국왕 필리프 2세. (1165년~)
- 1790년 - 오스트리아의 장군 에른스트 기데온 폰 라우돈 남작. (1717년~)
- 1793년 - 프랑스 방데 반란의 지도자 자크 카텔리노. (1759년~)
- 1817년 - 프랑스의 소설가 제르맨 드 스탈. (1766년~)
- 1822년 - 조선의 문신, 시인, 외교관 이현상. (1770년~)
- 1907년 -  대한민국의 외교관 이준. (1859년~)
- 1939년 - 체코의 화가 알폰스 무하. (1860년~)
- 1944년 - 일본항공의 개척자 나라하라 산지. (1877년~)
- 1951년 - 홍콩의 제19대 총독 앤드류 칼데콧. (1884년~)
- 1963년 - 일본의 불교학자 우이 하쿠주. (1882년~)
- 1964년 - 덴마크의 왕자 로젠보리 백작 악셀 왕자. (1888년~)
- 1987년 - 조선민주주의인민공화국의 탁구 선수 박영순. (1955년~)
- 1997년 - 대한민국의 정치인 이상돈. (1912년~)
- 2017년 - 이란의 여성 수학자 마리암 미르자하니. (1977년~)
- 2018년 - 대한민국의 정치인 서용교. (1968년~)
- 2019년 - 방글라데시의 제9대 대통령 후세인 무함마드 에르샤드. (1930년~)
- 2021년 - 파키스탄의 제12대 대통령 맘눈 후세인. (1940년~)
- 2022년
  - 이탈리아의 기자, 정치인 에우제니오 스칼파리. (1924년~)
  - 체코의 모델 이바나 트럼프. (1949년~)
  - 페루의 제51대 대통령, 정치인 프란시스코 모랄레스 베르무데스. (1921년~)
- 2023년 - 대한민국의 정치학자 겸 교육자 김민하. (1934년~)
- 2024년 - 대한민국의 정치인 이훈. (1941년~)
- 2025년
  - 대한민국의 배우 강서하. (1994년~)
  - 미국의 목회자 존 맥아더. (1939년~)
  - 영국의 마라톤선수 파우자 싱. (1911년~)

## 기념일
- 바스티유 데이 (기념일)(영어판): 프랑스
- 스웨덴 빅토리아 공주 탄생일: 스웨덴
- 1958년 혁명기념일(영어판): 이라크
- 섹필 첫 유두절정 기념일: 대한민국

## 같이 보기
- 전날: 7월 13일 다음날: 7월 15일 - 전달: 6월 14일 다음달: 8월 14일
- 음력: 7월 14일
- 모두 보기